# Atlanta Dream 2008
La stagione 2008 delle Atlanta Dream fu la 1ª nella WNBA per la franchigia.
Le Atlanta Dream arrivarono settime nella Eastern Conference con un record di 4-30, non qualificandosi per i play-off.

## Roster
| N° | Naz.                   | Ruolo | Sportivo        | Anno | Alt. | Peso |
| -- | ---------------------- | ----- | --------------- | ---- | ---- | ---- |
| 4  | Stati Uniti (bandiera) | G     | Kristin Haynie  | 1983 | 175  | 67   |
| 8  | Brasile (bandiera)     | GA    | Iziane          | 1982 | 183  | 64   |
| 9  | Svezia (bandiera)      | G     | Chioma Nnamaka  | 1985 | 183  | 71   |
| 11 | Stati Uniti (bandiera) | A     | Kristen Mann    | 1983 | 185  | 84   |
| 12 | Stati Uniti (bandiera) | G     | Ivory Latta     | 1984 | 168  | 65   |
| 14 | Brasile (bandiera)     | AC    | Érika           | 1982 | 196  | 86   |
| 20 | Stati Uniti (bandiera) | A     | Camille Little  | 1985 | 188  | 82   |
| 21 | Stati Uniti (bandiera) | A     | Jennifer Lacy   | 1983 | 191  | 79   |
| 22 | Stati Uniti (bandiera) | G     | Betty Lennox    | 1976 | 173  | 65   |
| 23 | Stati Uniti (bandiera) | A     | Tamera Young    | 1986 | 188  | 75   |
| 33 | Stati Uniti (bandiera) | C     | Alison Bales    | 1985 | 201  | 99   |
| 32 | Stati Uniti (bandiera) | A     | Stacey Lovelace | 1974 | 193  | 77   |
| 35 | Stati Uniti (bandiera) | AC    | Kasha Terry     | 1983 | 191  | 84   |
| 43 | Stati Uniti (bandiera) | GA    | Ann Strother    | 1983 | 191  | 75   |
| 44 | Stati Uniti (bandiera) | C     | Katie Feenstra  | 1982 | 203  | 109  |

## Staff tecnico
- Allenatore: Marynell Meadors
- Vice-allenatori: Sue Panek, Katy Steding, Fred Williams
- Preparatore atletico: Kara Dolling
- Preparatore fisico: Jackie Ansley